# Кранихфельд, Александр Иванович
Александр Иванович Кранихфельд (нем. Alexander Otto Wilgelm von Kranichfeld; 1812—1884) — российский юрист и педагог, заслуженный профессор Императорского Санкт-Петербургского университета. Действительный статский советник (1862).
Его племянники: Виктор Павлович (1861—1922) и Владимир Павлович (1865—1918) Кранихфельды.

## Биография
Родился 2 (14) сентября 1812 года в семье купца первой гильдии Ивана Кранихфельда, прадед которого, профессор гигиены Берлинского университета Иоганн Кранихфельд, во время царствования Анны Иоанновны переехал в Российскую империю, где перешёл в православие и был назначен лейб-медиком Двора. Иван Кранихфельд своих сыновей назвал в честь трёх русских императоров: Александр, Павел, Николай.
Учился в 3-й Петербургской гимназии и Императорском Санкт-Петербургском университете.
В 1830 году был причислен ко ІІ отделению Собственной Его Императорского Величества канцелярии для подготовки к профессуре по юридическим наукам. В 1831 году был отправлен за границу, где до 1834 года стажировался в Берлинском университете у знаменитого немецкого правоведа Ф.-К. Савиньи.
В 1835 году Кранихфельд, защитив тезисы из науки законоведения на философско-юридическом факультете Санкт-Петербургского университета, не  представляя диссертации получил степень доктора прав и стал работать в Санкт-Петербургском университете профессором по кафедре законов о государственных повинностях и финансах. Параллельно преподавал эти же предметы и в Императорском училище правоведения.
С 1836 по октябрь 1861 года занимал кафедру законов о государственных повинностях и финансах, а с 1844 по 1847 год — декан юридического факультета Императорского Санкт-Петербургского университета.
Одним из его учеников был К. П. Победоносцев, будущий государственный деятель эпохи Александра III.
Написал две речи для университетских актов 1845 и 1857 годов: «Взгляд на финансовую систему и финансовые учреждения Петра Великого» и «О государственных налогах, взимаемых по доходу»; составил краткое «Начертание российского гражданского права в историческом его развитии» (СПб., 1843) как руководство для воспитанников Училища правоведения, которым он читал законы о финансах и гражданское право.
В 1840-х годах был инспектором классов Училища правоведения, а во второй половине 1860-х годов — мировым судьёй в Санкт-Петербурге. Вышел в отставку в 1861 году.
Скончался 23 марта (4 апреля) 1884 года и был похоронен на Волковском лютеранском кладбище. Могила не сохранилась.

## Награды и звания
- 1852 — Знак отличия беспорочной службы
- 1860 — почётный профессор Императорского Санкт-Петербургского университета

## Основные труды
- Начертание российского гражданского права в историческом его развитии, составленное для Императорского Училища правоведения профессором, доктором прав Александром Кранихфельдом. — Санкт-Петербург: тип. III Отд-ния Собств. е. и. в. канцелярии, 1843. —XII, 327, [15] с.
- Взгляд на финансовую систему и финансовые учреждения Петра Великого / [Орд. проф. С.-Петерб. ун[-та] А. Кранихфельд]. - [Санкт-Петербург, 1845]. — 53 с.

## Семья
Жена: Елизавета Семеновна Кранихфельд (1824 — 21 февраля 1918)
- дочь Лидия Александровна (1850 — 4 декабря 1921[8])

## Адреса в Санкт-Петербурге
- конец 1840-х—1884 — 3-я линия Васильевского острова, дом 8.